# Paola Severino
Paola Severino, née le 22 octobre 1948 à Naples, est un professeur de droit et une avocate italienne, ministre de la Justice de 2011 à 2013, au sein du gouvernement Monti.

## Biographie
Diplômée en droit en 1971 à l'université La Sapienza de Rome avec le maximum des voix, elle devient chercheuse en droit pénal. Elle est l'élève de Giovanni Maria Flick, ministre de la Justice de Romano Prodi et président émérite de la Cour constitutionnelle. 
Professeur associé de droit pénal en 1987, puis professeur en 1995, elle devient présidente, de 2002 à 2007, de l'université LUISS de Rome, dont elle est désignée vice-rectrice en 2006.
Avocate depuis 1977, elle est inscrite au barreau des juridictions supérieures depuis 1991. Elle a notamment défendu Romano Prodi dans le procès de la vente de la société Cirio. De 1997 à 2001, elle a été vice-président du Conseil de la magistrature militaire. En 2002, elle est proposée pour devenir vice-présidente du Conseil supérieur de la magistrature, dans le quota réservé à l'Union de centre. C'est la première femme italienne à devenir Garde des Sceaux.
En 2012, elle est chargée de réformer la carte judiciaire. Elle prévoit ainsi la fermeture de 31 tribunaux, 220 sections judiciaires et 667 bureaux de juges, pour une économie de 80 millions d'euros. Elle a déjà entamé la création de vingt tribunaux d'entreprise afin de simplifier et de rendre plus efficaces et moins coûteux les litiges entre entreprises, mène une loi anti-corruption, prévoit un système d'assignation à résidence pour désengorger les prisons de 2000 des 78 000 détenus (seulement pour les prisonniers en fin de peine), instaure un filtre judiciaire pour perfectionner la législation concernant les écoutes téléphoniques, souhaite réduire les délais de passage devant un juge, la création d'un médiateur ante-procès pour éviter si besoin est la mise en place d'une procédure inutile et une réforme de la formation des avocats, en nombre trop nombreux. Considérée comme une juriste de renommée internationale, elle est soutenue dans son travail par le président du Conseil Mario Monti et le président de la République Giorgio Napolitano, mais doit faire face à des élus jugés favorables au clientélisme, comme le sénateur et président du groupe PAL Maurizio Gasparri qui appelle à la « chasser » du gouvernement.